# Antigua sede de la Real Compañía Asturiana de Minas
El edificio de la Real Compañía Asturiana de Minas está situado en Madrid (España), con fachadas a la plaza de España n.º 8 y a la calle de Bailén n.º 1, y la trasera a la calle del Río n.º 24.

## Características

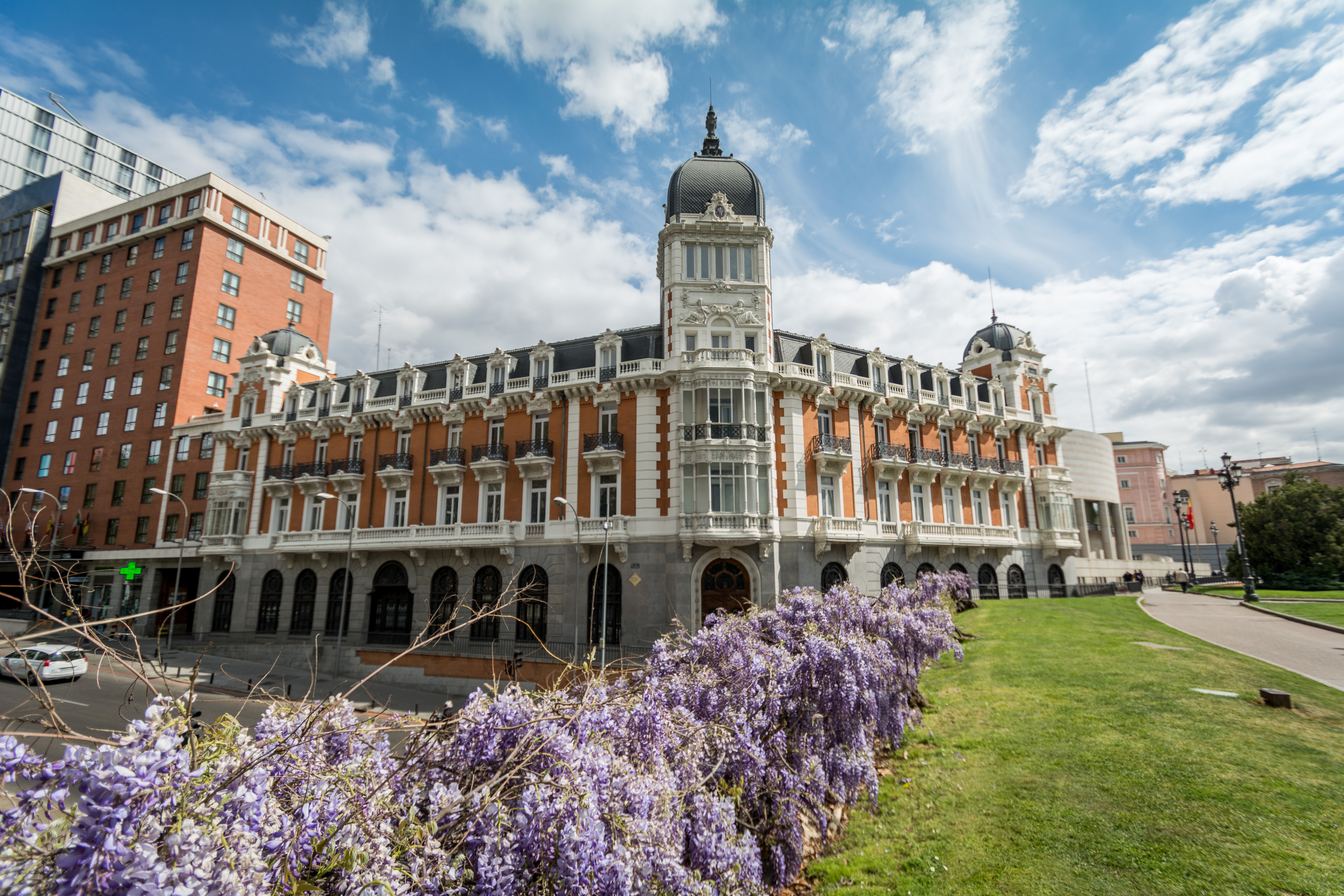
Vista del edificio

Son 3800 m² de estilo ecléctico monumental o alfonsino (Alfonso XII) al gusto francés de Luis XIII, es una de las mejores muestras de la arquitectura finisecular decimonónica. La parte principal dispone de 2500 m² en tres pisos de aproximadamente 770 m². En la fachada se combinan la piedra y el ladrillo y está rematado por una cubierta en mansarda con buhardillas de cinc (pizarra), típicas de la arquitectura francesa. Está ornamentada con ménsulas de angelotes, personajes mitológicos y motivos vegetales. Los balcones tienen unas balaustradas muy decoradas de plomo. Los tres torreones, más alto el central, están cubiertos por cúpulas de casco. Tiene un almacén de 1300 m², compuesto por la planta baja del edificio y la nave trasera. Se asienta sobre una estructura de piedra de cantería, con formación de arcos de medio punto, de hierro y cristal.

## Historia
En la puerta principal se puede ver «1898» como fecha del edificio, pero el palacete fue construido entre 1891 y 1899 a petición de la Real Compañía Asturiana de Minas, y proyectado por el arquitecto Manuel Martínez Ángel, director de la compañía. El edificio fue construido como la sede de esta empresa en Madrid, en la que albergaba sus oficinas, las viviendas de los ingenieros, y en la parte trasera el almacén.
El lunes 16 de octubre de 1933 el arquitecto Manuel Martínez Ángel, de 67 años, salió de su casa a las 11 de la mañana. En la acera, a las puertas de este edificio, un joven alumno suyo sacó una pistola y disparó contra él, quien falleció. Desde 1899 hasta 1957 (casi sesenta años), vivió en el edificio Elías Tormo, gran conocedor del pasado madrileño y autor de varios libros, entre ellos Las iglesias del antiguo Madrid. Fue incoado expediente para su declaración como Bien de Interés Cultural el 4 de junio de 1977, pero todavía no declarado.
Propiedad de la aseguradora Mutua Madrileña desde finales del siglo XX. Entre 1988 y 2009 fue sede de la Consejería de Cultura de la Comunidad de Madrid, en régimen de arrendamiento. Se siguen celebrando exposiciones, como la Street Art en 2006, la Casa Decor en 2012 o la Terracotta Army – Los Guerreros de Xian en 2013.
El ayuntamiento de Madrid ha aprobado un plan de rehabilitación para convertir al edificio en un centro social y cultural, así como en la nueva sede de la Fundación Mutua Madrileña. Está previsto que las obras concluyan en 2025.